# بعل الأول
بعل الأول كان ملك صور (680-660 قبل الميلاد). واسمه هو نفس اسم الإله الفينيقي بعل. وكان رافداً للآشوريين الذين احتلوا بقية فينيقيا.

## المعاهدة مع أسرحدون
في حوالي عام 675 قبل الميلاد، أبرم بعل الأول معاهدة تابعة مع أسرحدون (الموجودة حاليًا في المتحف البريطاني) مقابل حقوق تجارة صور. من المحتمل أنه صُوّر هذان الحاكمان معًا على شاهدة النصر لأسرحدون، التي صدرت في حوالي عام 670 قبل الميلاد. في الشاهدة، التي أقيمت لإحياء ذكرى هزيمة مصر، ظهر الشكل الذي من المفترض أنه يمثل الملك الفينيقي بشفاه مثقوبة مربوطة بخيوط ملفوفة حول يد أسرحدون اليسرى.
أشارت المصادر إلى أن بعل الأول كان تابعًا بارزًا وربما تمتع بتفضيل استثنائي في آشور بسبب عدة عوامل. ساعدت قواته البحرية الآشوريين في القبض على عبدي ميلكوتي، ملك صيدا، وترسيخ السلطة الآشورية في قبرص. وربما يكون أيضًا قد ساعد الآشوريين في حربهم ضد عيلام.[بحاجة لمصدر][ بحاجة لمصدر ] كان بعل الأول أيضًا أول حاكم في قائمة الروافد الذي قدم المواد اللازمة لقصر أسرحدون في نينوى.
بحلول عام 671 قبل الميلاد، تحدى بعل الأول آشور بعد أن ضمن تحالفًا مع طهارقة ملك كوش. هاجم أسرحدون صور واستسلم بعل الأول فيما بعد، وتنازل عن معظم بلداته في البر الرئيسي. ارسلت بناته إلى الملك الآشوري مع مهور كبيرة. لكن العلماء أشاروا إلى أن أسرحدون فشل في فتح صور. لم يقبض على بعل قط واحتفظ بعرشه. بينما ادعى أسرحدون في لوحة النصر أنه غزا المدينة، إلا أنه تمكن فقط من حصار الجزيرة، وقطع إمداداتها من الماء والغذاء.

## عهد آشوربانيبال
ورد ذكر ملك صور مرة أخرى في نقوش آشوربانيبال ابن أسرحدون. وقد ورد ذكره لأول مرة لمشاركته في حملة الملك الثانية على طول الدلتا ووادي النيل لتأسيس الهيمنة الآشورية في مصر. وتسجل النقوش حرباً لاحقة مع بعل الأول بسبب علاقاته مع مصر. وربما رفض الملك أيضًا دفع الجزية. رداً على ذلك، حاصر آشور بانيبال ميناء صور حتى استسلم بعل الأول. جاء في رواية آشور بانيبال عن الحصار:
[لأنه] لم يحترم أوامري الملكية ولم يطيع كلام شفتي، أقمت حواجز ضده. ولمنع شعبه من المغادرة، عززت حاميته. عن طريق البحر والبر، سيطرت على جميع طرقه، وبالتالي قطعت كل سبل الوصول إليه.
حوالي عام 668، نُقل عن بعل الأول وهو يدفع الجزية ويرسل المساعدة البحرية لحملة آشوربارنيبال ضد مصر. كما أرسل ابنه يهوملك إلى آشور بانيبال (حكم 668-627 ق.م.) مع جزية كبيرة. ووفقاً لرواية آشوربانيبال الخاصة، أُعيد ابن بعل لاحقاً كعمل من أعمال الرحمة. كما تمتع البعل بحقوق وامتيازات خاصة حتى في البر الرئيسي، والتي اقترح بعض العلماء أنها ربما كانت تتطلب معاهدة جديدة.